# Fémizones
Les Fémizones sont un groupe de super-vilaines créé par Marvel Comics
Le groupe vise à créer un monde dominé par les femmes, et a souvent affronté Captain America.

## Composition
Formé par Supéria, le groupe des Fémizones est constitué exclusivement de femmes.
Parmi elles, on a trouvé à divers moments :
- Nightshade, qui devint son lieutenant.
- Blackbird, MODAM, Frenzy et Opale.
- Asp, Mamba Noir, Diamondback, Princesse Python et Anaconda de la Société du serpent.
- Ferocia
- Arclight, des Maraudeurs
- Bloodlust, Mindblast, Knockout et Whiplash des Femmes Fatales
- Danse Macabre et Phalène, de l'Équipe de nuit.
- Elektra
- Titania et Quicksand
- Black Lotus, tueuse asiatique.
- les super-lutteuses Battleaxe et Gladiatrix
- l'experte en explosifs Bombshell
- Chimera et Dragonfly
- Mysteria
- l'Africaine Impala
- Karisma, ennemie radioactive des Quatre Fantastiques
- Steel Wind
- Vapor des U-Foes
- les mutantes Whiteout et Vertigo.

Supéria recruta aussi plusieurs milliers de civiles qu'elle considérait être l'élite de leur genre.